# Евальд Ліндлофф
Евальд Ліндлофф (нім. Ewald Lindloff; 27 вересня 1908, Штубен — 2 травня 1945, Берлін) — німецький офіцер, гауптштурмфюрер СС.

## Біографія
З 1928 по 1933 рік навчався в інженерному училищі. 1 травня 1932 року вступив у СС (квиток № 48 863). 15 липня 1933 року був зарахований в «Лейбштандарт СС Адольф Гітлер». З 20 жовтня 1942 по 10 травня 1943 року перебував на дійсній бойовій службі в «Лейбштандарті».
У квітні 1945 року отримав призначення в загін супроводу фюрера. У день самогубства Адольфа Гітлера 30 квітня 1945 року перебував в фюрербункері. Пізніше, разом з Петером Геглем, Гайнцем Лінге і Гансом Райссером брав участь у винесенні тіл Адольфа Гітлера і Єви Браун в сад рейхсканцелярії для подальшої їх кремації.
Загинув 2 травня за спробу перейти через Вайдендамський міст в районі Фрідріхштрассе.

## Військові звання
- Унтерштурмфюрер СС (30 січня 1941)[1]
- Оберштурмфюрер СС (9 листопада 1943)
- Гауптштурмфюрер СС (30 січня 1945)